# Nazionale maschile di football sala della Repubblica Ceca
La nazionale maschile di futsal AMF della Repubblica Ceca è, in senso generale, una qualsiasi delle selezioni nazionali di Calcio a 5 nella versione della Asociación Mundial de Futsal che rappresentano la Repubblica Ceca nelle varie competizioni ufficiali o amichevoli riservate a squadre nazionali. La nazionale fa capo alla Ceská federace sálového fotbalu-futsalu.
La squadra nazionale ceca è diretta erede della Nazionale cecoslovacca di calcio a 5 FIFUSA presente ai primi tre mondiali, e successivamente della nazionale di futsal AMF della Cecoslovacchia  che giunse terza al primo europeo del 1989 e seconda nel successivo appuntamento perdendo la finale con il Portogallo, a questo si aggiunse l'ottevo posto al mondiale 1991. Assente all'europeo del 1992, a partire dal successivo del 1995 è stata presente a tutti gli appuntamenti, collezionando ancora tre medaglie d'argento nel 2004, 2008 e 2012 ed una medaglia di bronzo nel 2006. Ai mondiali la Repubblica Ceca è stata una delle nazioni europee più presenti, ottenendo anche un prestigioso quinto posto nell'edizione del 2007 in Argentina.

## Risultati nelle competizioni internazionali

### Campionato mondiale di calcio a 5
- 1991 - 8º posto (come Cecoslovacchia)
- 1994 - Secondo turno
- 1997 - 10º posto
- 2000 - non presente
- 2003 - Primo turno
- 2007 - 5º posto
- 2011 - Primo turno

### Campionato Europeo UEFS
- 1989 - Terzo posto (come Cecoslovacchia)
- 1990 - Secondo posto (come Cecoslovacchia)
- 1992 - non presente
- 1995 - Quarto posto
- 1998 - Quinto posto
- 2004 - Secondo posto
- 2006 - Terzo posto
- 2008 - Secondo posto
- 2010 - Terzo posto
- 2012 - Secondo posto